# Janos (kommun)
Janos är en kommun i Mexiko.   Den ligger i delstaten Chihuahua, i den nordvästra delen av landet, 1 600 km nordväst om huvudstaden Mexico City.
Följande samhällen finns i Janos:
- Janos
- Casa de Janos
- San Pedro
- Altamirano
- Las Virginias (Campo Cuatro)
- Las Virginias (Campo Dieciséis)